# Audi A6 e-tron
Pour les articles homonymes, voir Audi e-tron (homonymie).
L'A6 e-tron est une berline électrique produite par le constructeur automobile allemand Audi à partir de 2024.

## Présentation
L'Audi A6 e-tron est présentée le 31 juillet 2024 dans ses carrosseries berline 4 portes (Sportback) et break (Avant).

## Caractéristiques techniques
L'A6 e-tron repose sur la plateforme technique Premium Platform Electric (PPE) commune avec le constructeur Porsche.
La berline est dotée de rétroviseurs caméra dont les écrans sont implantés dans les portières.

### Motorisations
L'A6 e-tron reçoit un moteur synchrone à aimants permanents sur l'essieu arrière de 367 ch et 580 N m de couple dans sa version de base. La seconde version ajoute un moteur asynchrone sur l'essieu avant et propose 503 ch (550 ch en mode Boost).

## Concept car

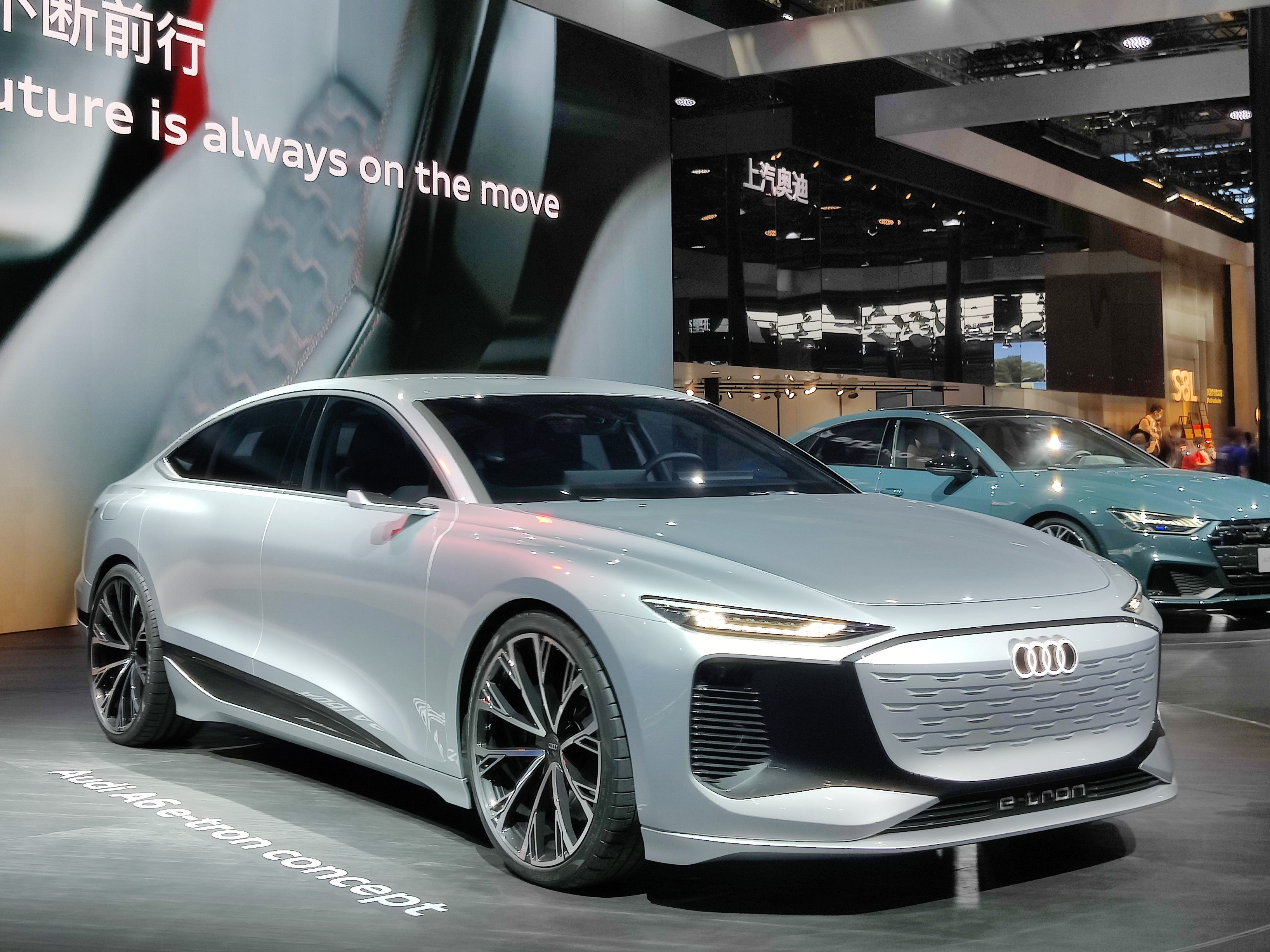
Audi A6 e-tron Concept (2021)

L'A6 e-tron est préfigurée par le concept car Audi A6 e-tron Concept présenté au salon de l'automobile de Shanghai le 19 avril 2021